# Schinnen
Schinnen est une ancienne commune et un village des Pays-Bas de la province du Limbourg.
Elle est connue pour abriter une base militaire américaine, qui est la seule des Pays-Bas. 